# José Yarza García
José Yarza García (Zaragoza, 12 de marzo de 1907, 1995) fue un arquitecto español que construyó especialmente en la ciudad de Zaragoza. Fue hijo del arquitecto José de Yarza Echenique y padre del arquitecto José Miguel Yarza, con el que colaboró activamente desde 1966.
Estudió en la Escuela Superior de Arquitectura de Madrid, donde se licenció en 1933.
Asistió a los cursos de urbanismo de Herman Jansen en la escuela de Charlottenburg, Berlín. Realizó prácticas profesionales en el Ayuntamiento de Copenhague y viajes por el norte de Europa y Escandinavia.
Fue un arquitecto muy prolífico tanto en la cantidad de proyectos desarrollados como en la variedad de las tipologías de proyectos desarrollados: arquitectura residencial, cinematográfica y de equipamientos escolares o industriales.
Entre sus obras destacan en Zaragoza el Teatro Fleta, el cine Coliseo, el cine Coso, el cine Palafox, la estación de servicio de los Enlaces y la iglesia de los Marianistas.

## Antecesores
La familia Yarza se afincó en Aragón a mediados del siglo XIII y desde mediados del siglo XVI sus miembros se dedicaron a la arquitectura como maestros de obra o arquitectos.
Juan de Yarza y Romero (1668-1763) fue Maestro de Obras de la Catedral del Salvador (La Seo) en Zaragoza.
José Julián de Yarza y Lafuente (1712-1785) fue autor de la portada de la Seo y la iglesia de la Santa Cruz, quien colaboraría con Ventura Rodríguez en la construcción y decoración de la Basílica del Pilar.
Julián de Yarza y Zeballos (1718-1772) fue el autor de la plaza de toros de Zaragoza.
José de Yarza y Lafuente (1759-1833) construyó el Teatro Principal de Zaragoza, así como el convento e iglesia de la Trinitarias Descalzas y la renovación de la capilla de la parroquia del Pilar.
José de Yarza y Miñana (1801-1866) fue hijo del anterior, y el primero en obtener su título de arquitecto en Madrid en 1826. Reconstruyó la iglesia de Nuestra Señora del Portillo y la iglesia de las monjas de Santa Mónica de Zaragoza. También proyectó la reconstrucción del Real Monasterio de Santa Engracia y del Convento de Capuchinos, así como de otras iglesias y parroquias de la ciudad.
Fernando de Yarza y Fernández Treviño (1841-1908) obtuvo el título en Madrid en el año 1866 y fue arquitecto diocesano, posición desde la que realizó proyectos de nueva planta y de rehabilitación como la Hermandad del Santo Refugio en la plaza San Pedro Nolasco o la segunda torre del Templo del Pilar, junto con Ricardo Magdalena. Como urbanista realizó el ensanche de Zaragoza por la Huerta de Santa Engracia.
José de Yarza y Echenique (1876-1920), padre de José Yarza García, se licenció en Barcelona en 1901, y también fue nombrado arquitecto diocesano, situación desde la que trabajaría en abundantes edificios de carácter religioso. En 1911 sería nombrado arquitecto municipal, a lo que se dedicó en exclusividad desde entonces. Antes de ello, construiría alguno de los ejemplos más notables del Modernismo en Zaragoza, La Casa Juncosa en el paseo de Sagasta, en 1903. En 1915 construyó el Grupo Escolar Gascón y Marín, de estilo neo-renacentista.

## Biografía

### Infancia
José de Yarza García nació en Zaragoza el 12 de marzo de 1907, siendo sus padres José de Yarza y Echenique y Concepción García. Tuvo dos hermanos, Fernando, nacido en 1909 y María de la Concepción, nacida en 1903. Vivió una infancia acomodada en una casa de la calle Marqués de Casa Jiménez. En 1909 su padre ya tenía un automóvil Hispano-Suiza. La familia solía veranear en Ontaneda, Puente Viesgo en Santander, Zarauz y San Sebastián.
Mostraba un carácter rebelde y contestatario que hizo que le expulsasen de varios centros, pasando entre otros por los Corazonistas para finalmente recalar en Los Jesuitas, donde acabaría su bachillerato antes de entrar en la Universidad.
El 20 de agosto de 1920 su padre José de Yarza y Echenique falleció asesinado a los 44 años de edad cuando acudía a reparar personalmente el alumbrado público, en su calidad de arquitecto municipal, junto con un ingeniero del cuerpo municipal, César Boente, y un ayudante, Joaquín Álvarez de Toledo, que también fallecieron en el atentado ejecutado por un anarco-sindicalista que defendía la huelga de los operarios.

### Universidad
Entre 1924 y 1926 estudió dos años de preuniversitario en la Facultad de Ciencias de la Universidad de Zaragoza.
En 1926 ingresó en la Escuela Superior de Arquitectura de Madrid y permaneció hasta el 19 de julio de 1933 en que se licenció como Arquitecto junto a 35 compañeros.

### Europa
En 1933 y 1934 solicitó una pensión a la Junta de Ampliación de Estudios para la realización de estudios en la Escuela de Charlottenburg-Berlín y le fue denegada en ambas ocasiones. A pesar de lo cual asistió a los cursos de urbanismo impartidos por esa Escuela durante el semestre de otoño de 1933, a los pocos meses de haberse licenciado.
En dicha Escuela estudió bajo la dirección de los profesores Herman Jansen de urbanización, Jacob Siedler de Construcción y Friedrich Schmidt de financiación de colonias.
Durante su estancia en Alemania realizó varios viajes por los países escandinavos. En Dinamarca coincidió con Francisco Grande Covián, el que posteriormente sería uno de los más notables nutricionistas españoles.
Visitó Oslo y Estocolmo. En 1934 conoció en Suecia a Solvi Nordmark, nacida en Gotemburgo. En 1936 se casó con ella en Zaragoza.
Estableció una relación con el Profesor Sindhart de la Escuela de Arquitectura de Estocolmo, y que sin duda le enseñaría las construcciones contemporáneas de arquitectos como Asplund, Lewerentz o Markelius, entre otros, y que posteriormente veremos reflejadas en las revistas de la época, especialmente la Byygermasteren, a la que se suscribió desde el año 1933.

### Guerra Civil
Participó durante tres años desde el bando nacional. Durante la contienda fue herido de bala en el brazo izquierdo y estuvo a punto de morir en varias ocasiones, pero no a manos del enemigo, sino fusilado por sus continuas faltas de disciplina. De estas subordinaciones fue salvado por el General Moscardó, con quien le uniría una estrecha relación.
Comenzó en el Grupo de Transmisiones de la 5.ª División Orgánica destacada en el frente de Teruel, tras lo cual obtuvo el cargo de Sargento de Ingenieros. Posteriormente realizó el curso de Tenientes Provisionales Auxiliares del Estado Mayor, cargo que obtuvo en septiembre de 1937, cargo con el que se licenció el 30 de mayo de 1939.

### Zaragoza
El 14 de junio de 1935 se colegió en el Colegio Oficial de Arquitectos de Aragón y Rioja. Comenzó a trabajar a nivel profesional en Zaragoza. Tras la Guerra Civil y su vuelta a Zaragoza, se afilió con Alejandro Allánegui, con quien realizaría una gran parte de la época más fructífera de su carrera profesional, entre los años 1939 y 1946.
El 2 de octubre de 1941 recibió el nombramiento de Arquitecto Jefe de la Dirección de Arquitectura del Ayuntamiento de Zaragoza, cargo que ostentó hasta 1973. Por las mañanas trabajaba en el Ayuntamiento y por las tardes trabajaba en los encargos privados debido a la ausencia de incompatibilidad.
Su primer estudio estuvo en el edificio de la calle Marina Moreno (actualmente paseo de la Constitución), 8, construido por él mismo en 1939, para posteriormente mudarse al de la calle Felipe Sanclemente, 13, en un edificio de viviendas también construido por él mismo en colaboración con los hermanos Borobio y Allánegui y promovido por Escosa a principios de los años 40.
A principios de los años 60 se mudó a una vivienda construida en el paseo Ruiseñores.
Tenía un carácter reservado. Entre sus amigos estuvieron Eduardo Blanchard, los hermanos Ricardo y Fernando Lozano, Leonardo Buñuel, Aurelio Grasa, Luis Carderera, Manuel Marraco y Luis Gómez Laguna, que fue alcalde de Zaragoza entre 1964 y 1966.
Fue un gran amante de la montaña y perteneció a los Montañeros de Aragón.

## Reconocimientos
En 1943 recibió la notificación de su nombramiento como Académico Numerario de la Real Academia de San Luis. Se dedicó a recopilar y ordenar la obra construida por sus antepasados en Aragón, y a editar con todo el material encontrado un libro denominado «Aportación de la Familia Yarza a la Arquitectura y Urbanismo de Aragón». En 1948 pronunció su discurso de ingreso.

## En los medios
Durante toda su vida profesional en su estudio recibió las revistas extranjeras Architecture D ́au Jour D ́hui, Moderne Bauformen, Byggmästaren, Architect ́s Journal, Architectural Review y Baumeister, y también las españolas Arquitectura-Revista Nacional de Arquitectura, Informes de la Construcción y Nuevas Formas, además de numerosas monografías sobre tipologías arquitectónicas y sobre arquitectos internacionales.
En 1933 publicó en la revista Nuevas Formas la que sería su primera obra construida, la «Decoración de falsa en Pirineo Aragonés» para su amigo Manuel Marraco.
En el número 82 de la RNA publicó el discurso de entrada en la Academia de San Luis.
En el número 95 de la RNA publicó el proyecto de Ordenación Urbana de 1943, realizado junto con José Beltrán, Regino Borobio y los ingenieros Miguel Mantecón y Vicente Mercadal. También incluyó una reseña de una página de las Viviendas de la calle Marina Moreno (paseo de la Constitución) 8 y 14, y una de cuatro páginas al Grupo Residencial Francisco Caballero.
En el año 1951 la RNA publicó sus Cines Coso y Coliseo (el segundo realizado junto con Manuel Martínez de Ubago).
En el 1955 publicó el edificio Zaragoza Urbana S.A. (Cines Palafox) realizado junto a Teodoro Ríos.
En 1957 logró la publicación internacional del proyecto de los Cines Palafox, en el libro Kinos, publicado por Paul Bode en Múnich.

## Proyectos
El 1 de marzo de 1935 redactó su primer proyecto «Proyecto de Reparcelación de Terrenos» situado en la calle Miguel Servet y cuyos clientes fueron los «Herederos de Fernando de Yarza». El último proyecto figura con el número 804 (referenciado con el sistema APN) y fecha 15 de marzo de 1973 y es un «Proyecto de Vivienda Unifamiliar» en la urbanización las Lomas del Gállego del municipio de Zuera, cuyo cliente fue Carlos Blache Ibáñez.
Colaboró con Alejandro Allánegui en 222 proyectos desde 1940 hasta 1946.
Su hijo José Miguel de Yarza Nordmark, Arquitecto titulado en la Universidad de Barcelona en el año 1966 se incorporó a su estudio ese mismo año y su tercer hijo Domingo, Arquitecto Técnico por la Universidad de Burgos, lo hizo en 1975.
Realizó 332 referencias o clientes en su ejercicio profesional privado.
Según el tipo de proyecto realizó 285 de residencial, 92 de reforma, 75 de industrial, 65 de vivienda unifamiliar, 40 de ampliación, 38 de hotel, 22 de cine, 24 de decoración, 12 de concurso y 11 monumentos.
La mayoría de sus proyectos fueron en la ciudad de Zaragoza con 687 proyectos.

### Proyectos de baja densidad
- Barriada Residencial Obrera en Teruel, con fecha de entrada 15 de julio de 1940. El encargo fue realizado por la Dirección General de Regiones Devastadas, el miembro del Ministerio de la Gobernación encargado de la reconstrucción nacional.
- Viviendas Protegidas en Monzalbarba, Zaragoza, realizado por encargo de la Obra Sindical del Hogar. El proyecto data de agosto de 1942 y se trata de un proyecto de baja densidad con viviendas pareadas que disfrutan de un espacio trasero a modo de corral,
- Proyecto de 20 Viviendas Ultrabaratas. En octubre de 1944 y enero de 1945 realiza junto con Allánegui los proyectos APN313 Proyecto de 20 Viviendas Ultrabaratas y APN328 Proyecto de Viviendas Ultra baratas, ambos muy cerca el uno del otro en el camino de las Fuentes del zaragozano barrio de Montemolín. Ambos proyectos consistían en la construcción de las denominadas «viviendas ultrabaratas» de apenas 20 m² cuyo programa era una solución habitacional de mínimos. Fueron demolidas.
- El proyecto de 40 Viviendas Ultrabaratas en el Camino de las Fuentes se realizó en una parcela muy cercana a la anterior, con una tipología de mayor tamaño pero similar en cuanto al pareado de las viviendas y a la existencia de un patio trasero. Fueron demolidas. APN328.
- Proyecto de 128 Viviendas Protegidas APN 381 con fecha de entrada noviembre del 1943, realizado en julio de 1944.[1]

### Bloques residenciales

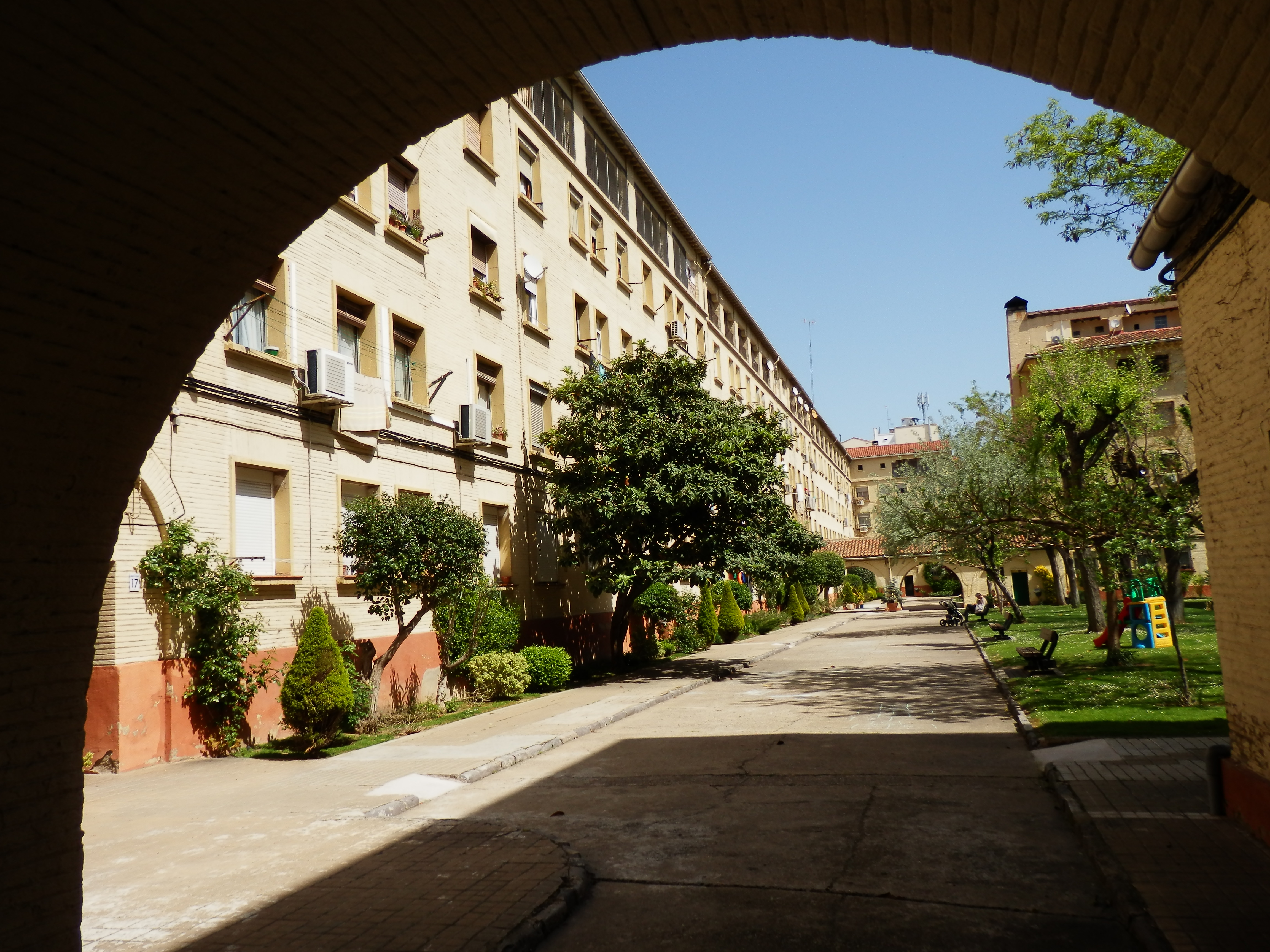
Grupo Alcalde Caballero, Zaragoza.

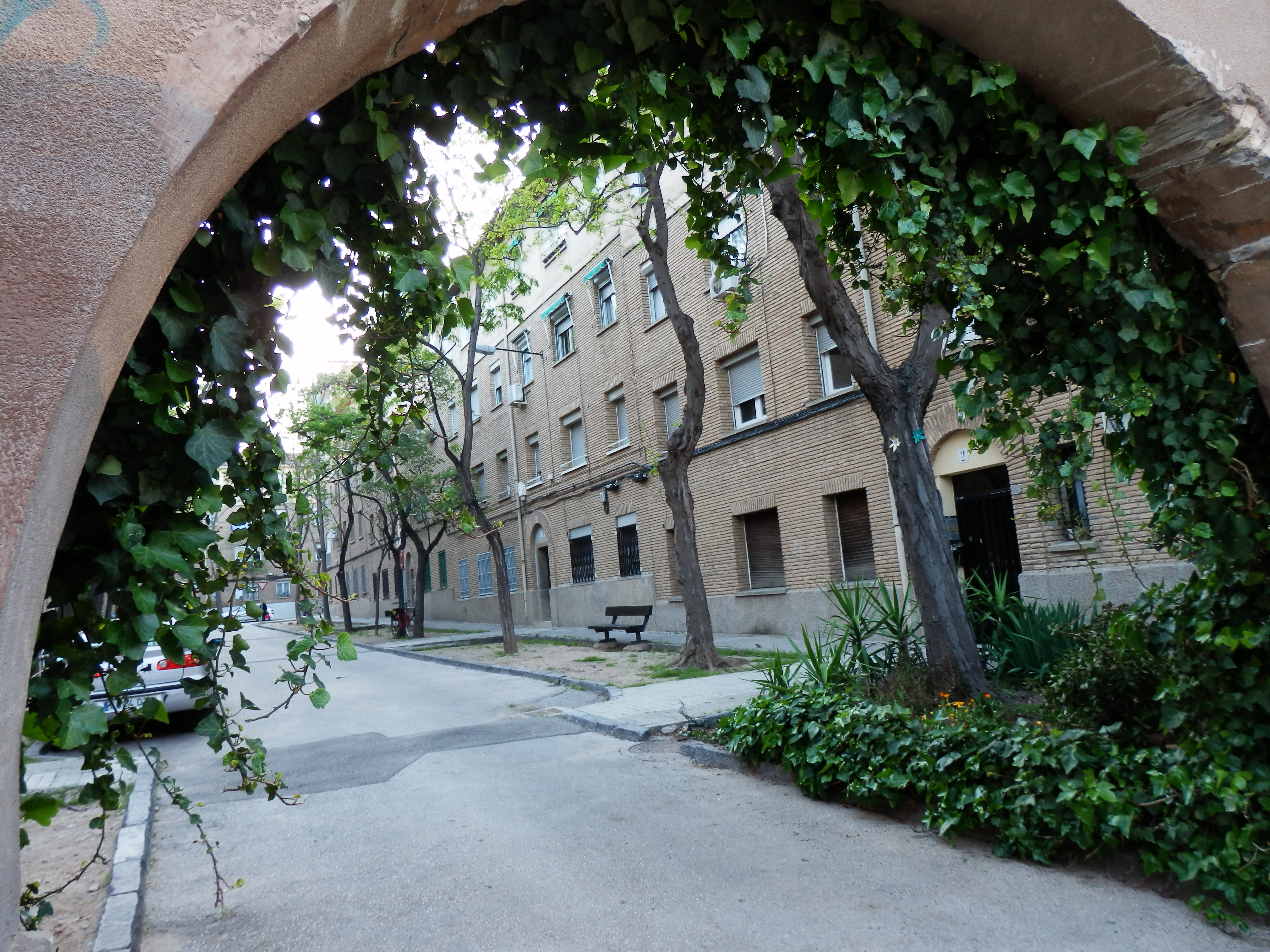
Grupo San Jorge, Zaragoza.

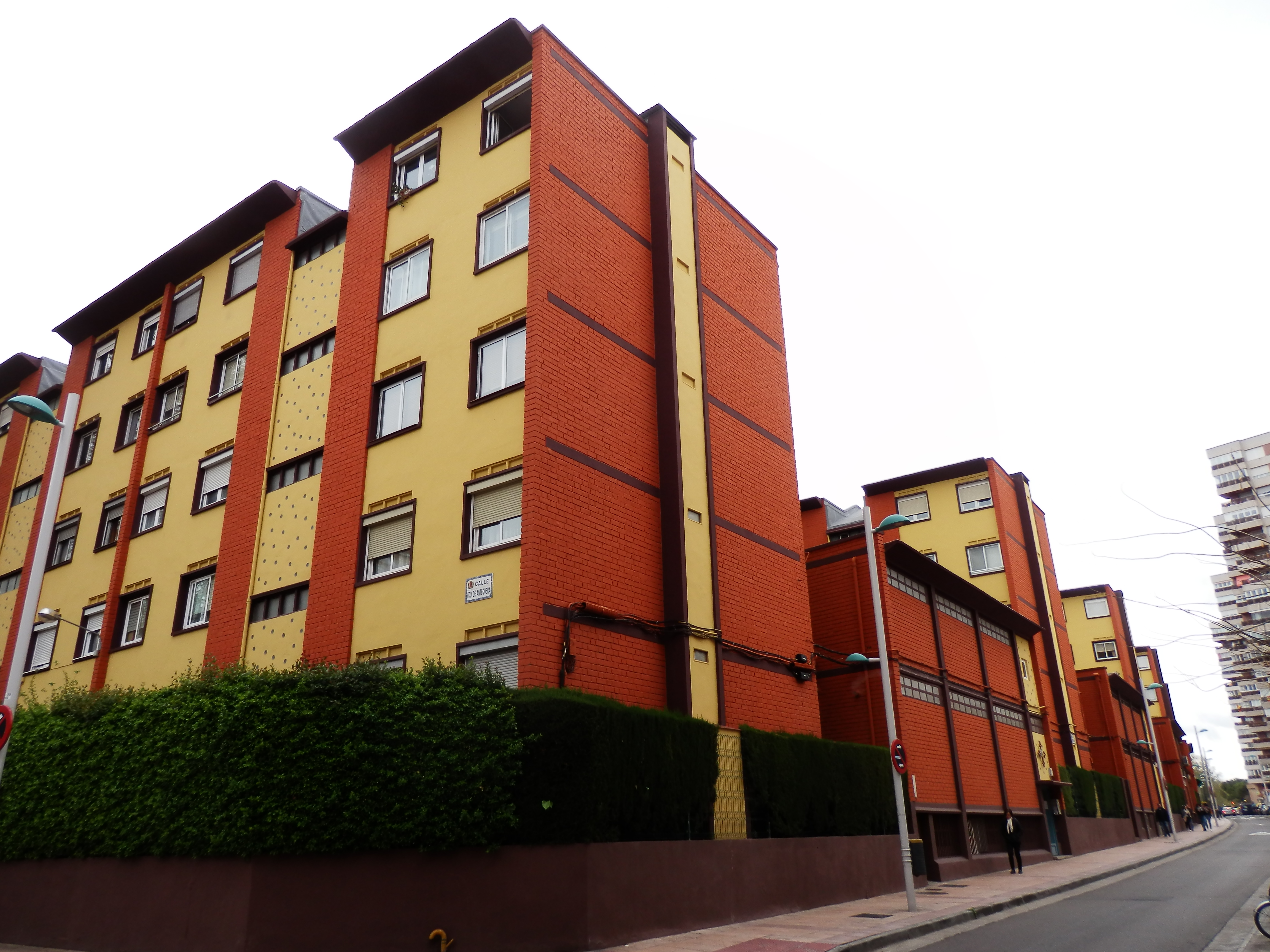
Grupo Salduba Zaragoza

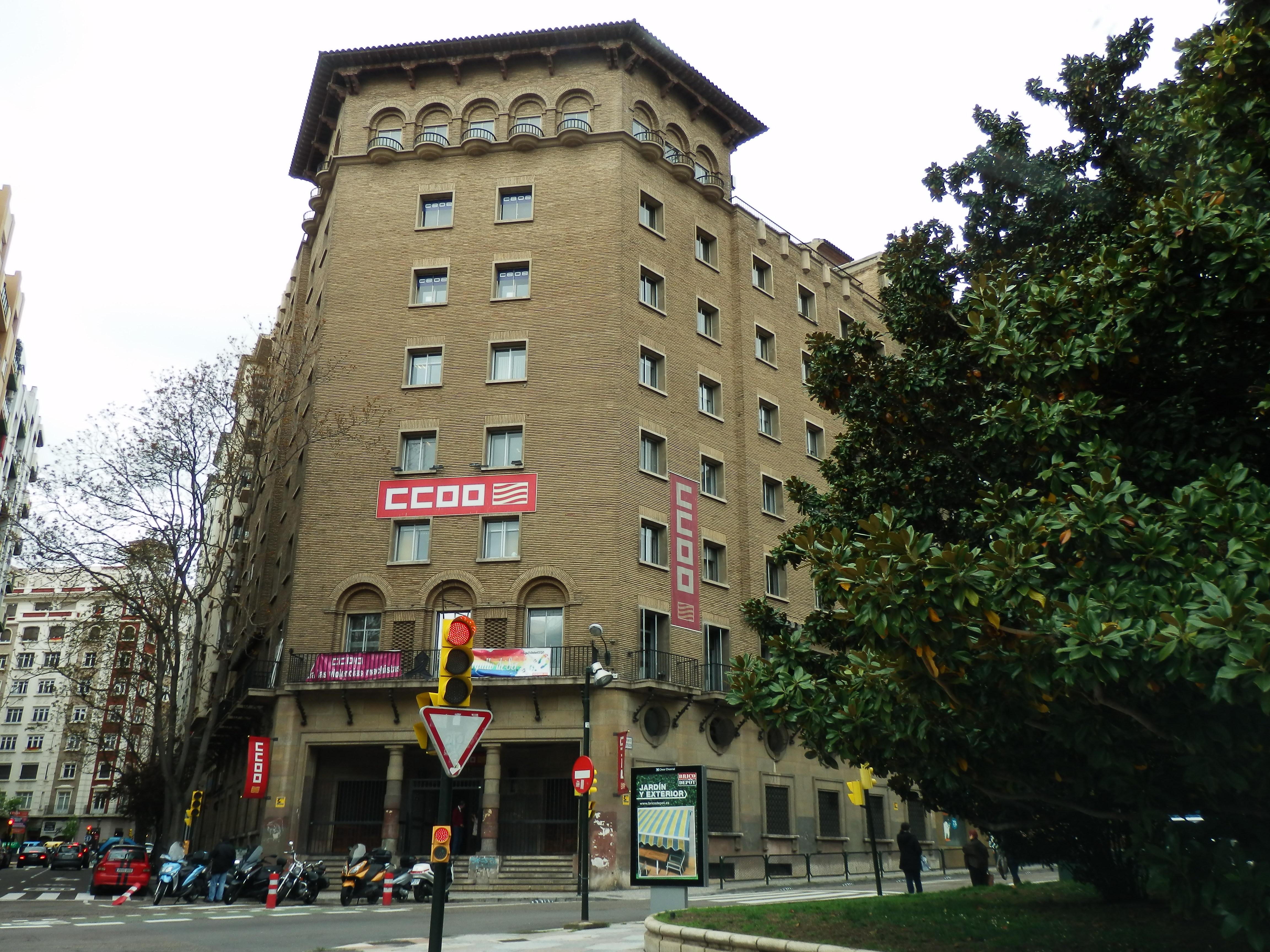
Edificio de Comisiones Obreras en Zaragoza.

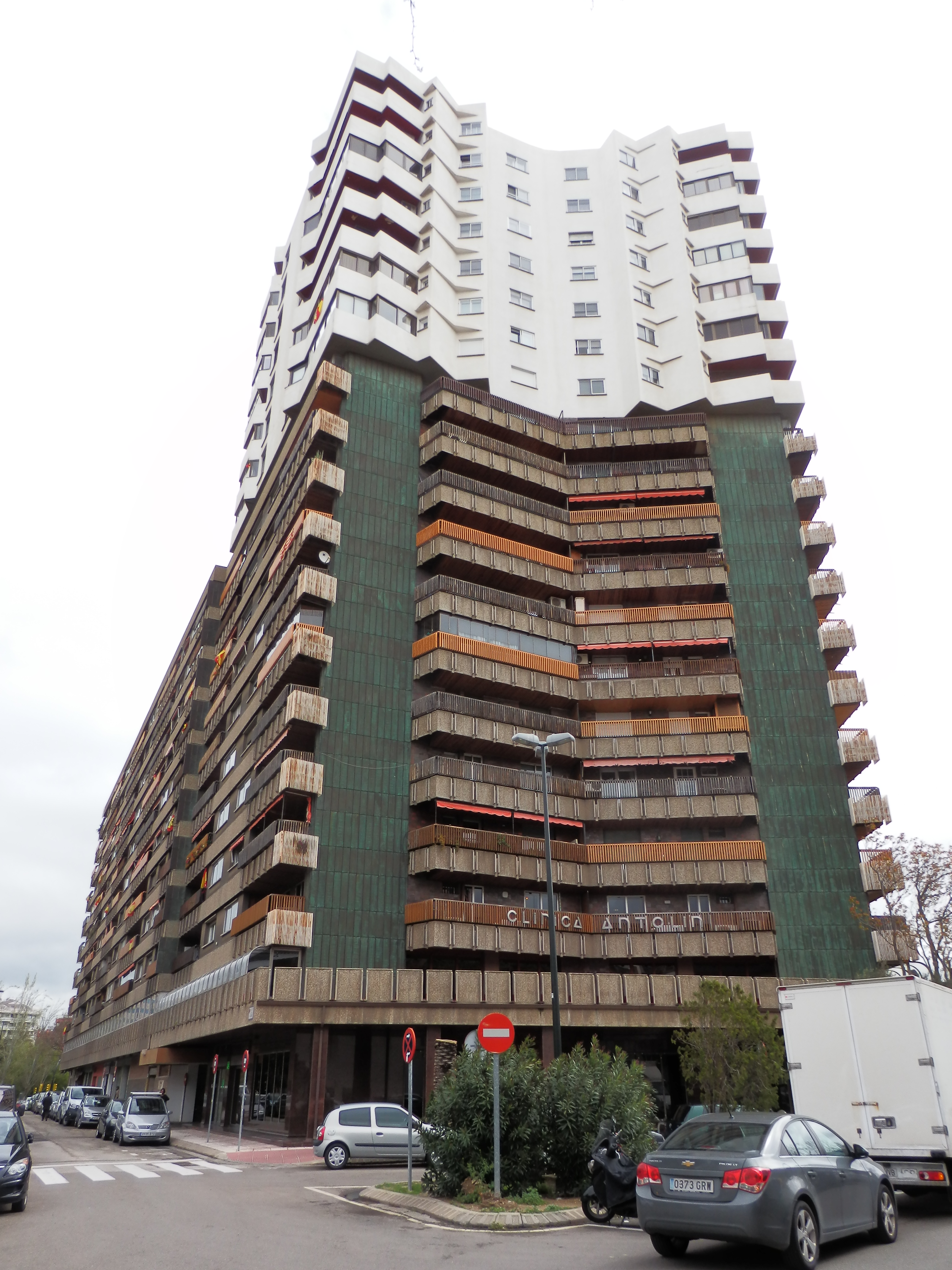
Habitat Don 2000 Zaragoza.

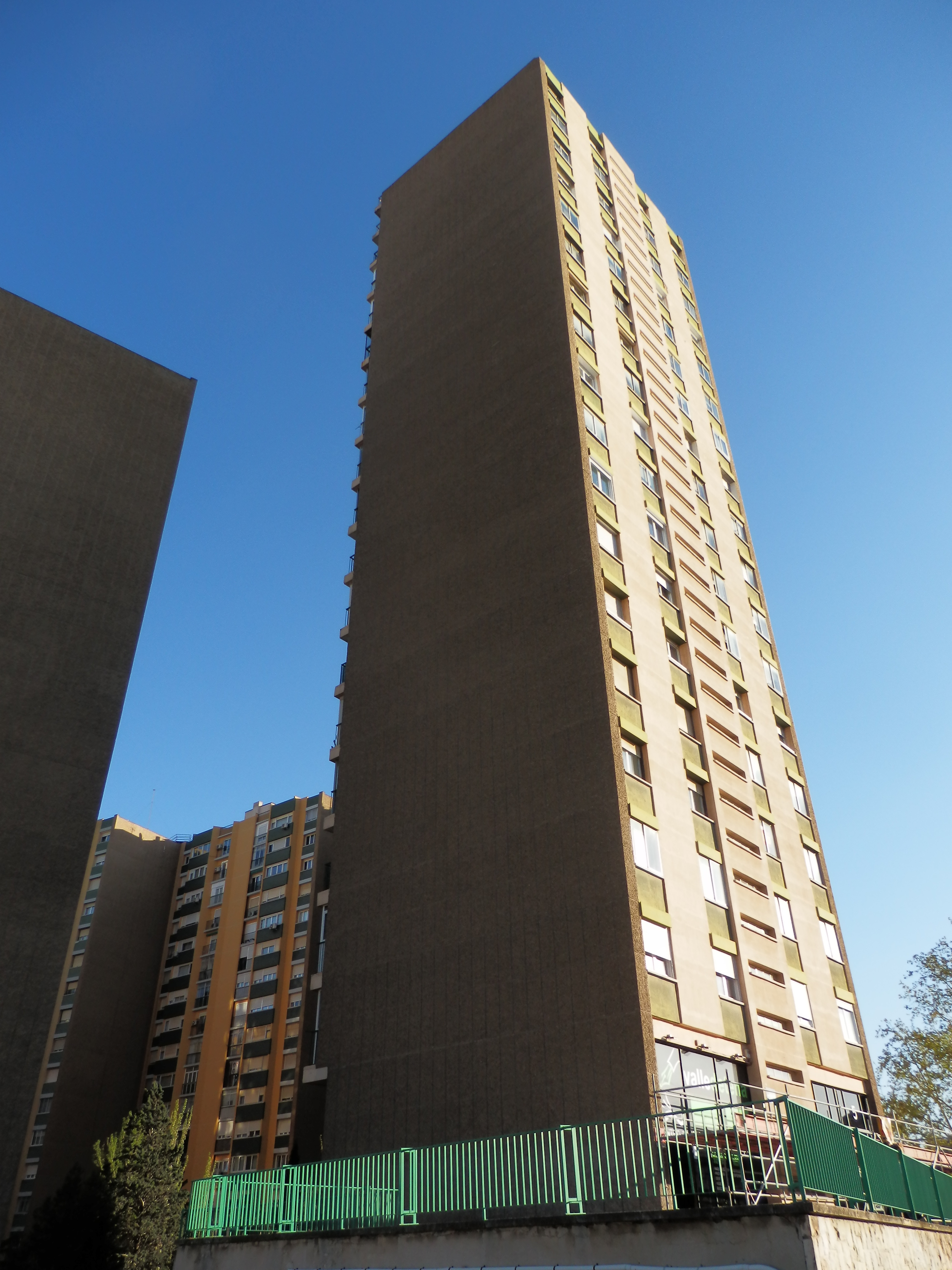
Edificio en el paseo Isabel la Católica, 5, Zaragoza.

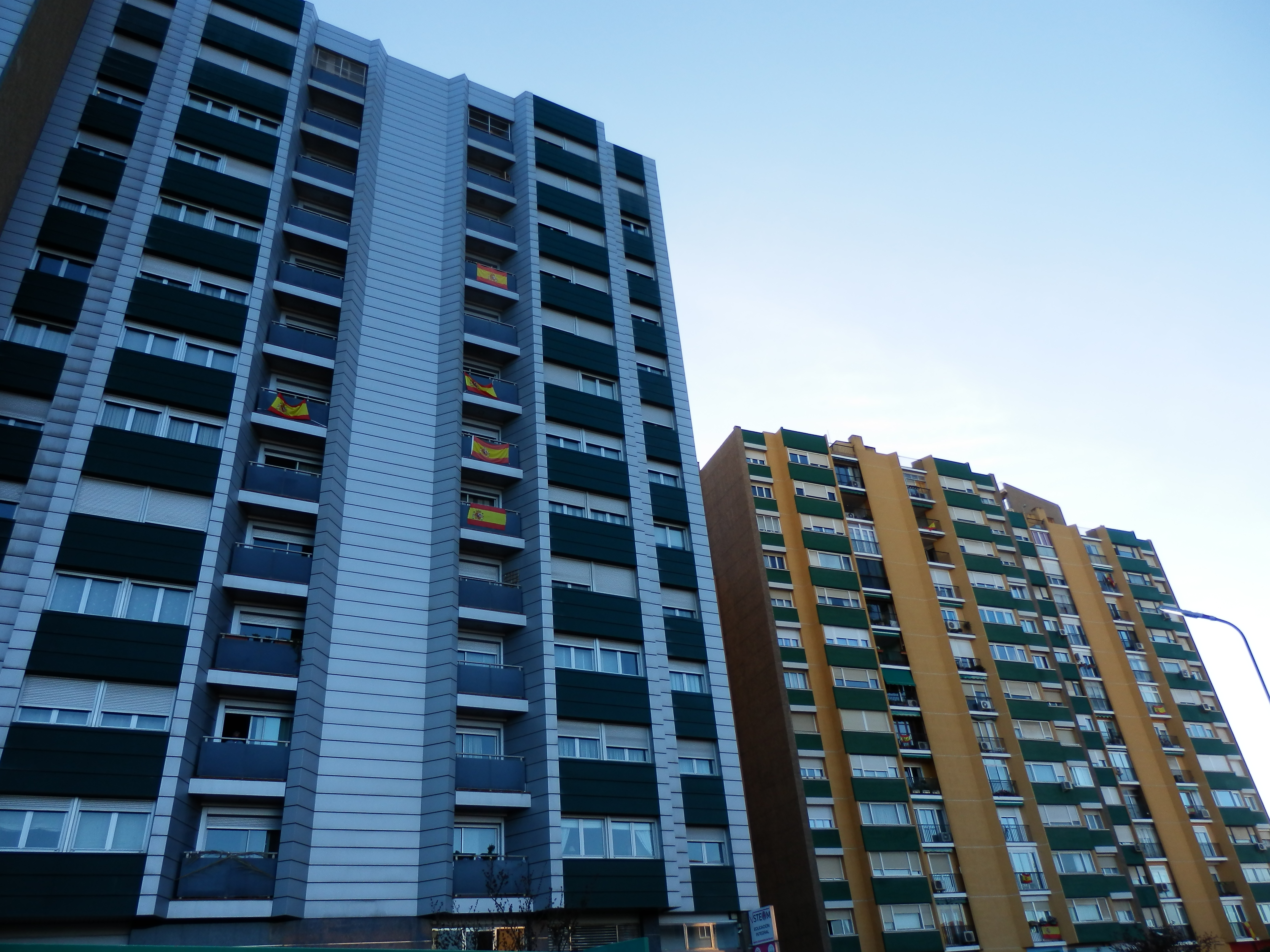
Edificio en la calle Vázquez de Mella, Zaragoza

- Grupo Residencial «Francisco Caballero» de 113 Viviendas Protegidas. Nace en 1940 de la convocatoria pública por parte del Ayuntamiento de Zaragoza a instancias del Instituto Nacional de Vivienda. Está entre las calles Santa Teresa de Jesús, Luis Vives, Andrés Piquer y Bruno Solano. Finalizado en 1946. APN134.
- Grupo de Viviendas «San Jorge» consistente en 428 viviendas protegidas y 27 talleres de artesanía y tiendas. La ciudad jardín de Zaragoza consistió en unas viviendas de bajo coste en el barrio de las Delicias proyectado por el arquitecto Miguel Ángel Navarro. El proyecto se aprobó por el Ayuntamiento en 1934 y no fue finalizado hasta 1938. Inicialmente las viviendas estaban destinadas a las familias residentes en la zona en viviendas precarias, pero tras la Guerra Civil se asignaron a mutilados de la guerra, funcionarios y obreros municipales. Dos de las manzanas del conjunto fueron asignadas para este nuevo grupo residencial que si bien fue desarrollado a nivel de anteproyecto por José de Yarza García y Alejandro Allánegui. Sus obras serían ejecutadas por García Marco y comenzadas en 1947 debido a un problema en el suministro de cementos. El Grupo San Jorge está entre las calles López de Luna, Lucas Gallego, Ribera de Alhama y Duquesa Villahermosa. APN200.
- Grupo Residencial Agustín Jericó. Calle José Galiay 1. Proyecto de Grupo de Bloques de Casas para Viviendas Protegidas, encargo realizado por el Padre Agustín Jericó en mayo de 1942. El Padre Jericó fue un cura dedicado a construir vivienda social, quien en esta ocasión le encargó un grupo de 95 viviendas y tres tiendas para el Patronato de Obras religiosas Escolares y Catequísticas del barrio de Montemolín en Zaragoza. Proyectado en 1942 y finalizado en 1947. APN210.
- Viviendas en la calle Marina Moreno (actualmente paseo de la Constitución), 8, Zaragoza.
- Viviendas en la calle Marina Moreno (actualmente paseo de la Constitución), 12, Zaragoza. APN028. Proyecto de 1935. Finalizado en 1939.
- Viviendas en la calle Marina Moreno (actualmente paseo de la Constitución), 12, Zaragoza. APN052. Proyecto de 1939. Finalizado en 1940.
- Edificio para la Central Nacional Sindicalista en la calle Marina Moreno (actualmente paseo de la Constitución), 12, Zaragoza. APN093. Proyecto de 1939. Finalizado en 1940. Actualmente edificio de Comisiones Obreras.
- Proyecto de Casa de Renta en la calle Marina Moreno (actualmente paseo de la Constitución), 14, Zaragoza. APN176. Proyecto de 1941. Finalizado en 1942.
- Proyecto de Casa de Renta en la calle Sanclemente, 10, Zaragoza. APN289. Proyecto de 1944. Finalizado en 1946.
- 128 Viviendas en el barrio de Venecia, Zaragoza. Proyecto de 1943. Finalizado en 1945. APN381.
- Viviendas en la calle Sanclemente, 13, Zaragoza.
- Grupo de casa para Viviendas de Renta Limitada en la calle del Carmen, 19, Zaragoza. APN563. Proyecto de 1956. Finalizado en 1957.
- Proyecto de Grupo Residencial en el paseo Cuéllar, 33, Zaragoza. Proyectado en 1957. Finalizado en 1959.
- Proyecto de edificio residencial en la calle Francisco Vitoria con León XIII, Zaragoza Proyectado en 1959 Finalizado en 1960. APN584.
- Grupo Residencial Salduba. Un proyecto residencial de 200 pisos destinados a Viviendas de Rentas Limitadas Subvencionadas, con servicios comunes, promovidas por Luis Madre Ribau. El desarrollo se llevó a cabo durante 1958. La parcela se sitúa junto al paseo de Ruiseñores, en los cruces de la calle Arzobispo Morcillo y Fernando de Antequera. La ordenación consiste en diez bloques de cinco alturas cada uno que se distribuyen de dos maneras en la parcela. APN598.
- Conjunto Residencial de 348 viviendas en el paseo de Isabel la Católica, Junto con Teodoro Ríos. Consiste en una serie de bloques prácticamente exentos de diferentes alturas (hasta 20 plantas). Proyecto de 1960. Finalizado en 1967. APN623.
- Proyecto de Casa Residencial en el paseo Cuéllar, 43, Zaragoza. Proyectado en 1960. Finalizado en 1962. APN642.
- Proyecto de edificio residencial en la calle Centro, Zaragoza. Proyectado en 1962. Finalizado en 1965. APN648.
- Proyecto de Grupo Residencial en la calle Masía Blanca, Comarruga, Tarragona. Proyectado en 1962. Finalizado en 1965. APN675.
- Conjunto residencial y comercial Parque Roma, Zaragoza. Proyectado en 1968. Finalizado en 1980. Colaboradores: Julio Navarro Anguela y José Miguel de Yarza Normark. APN757. Conocido como urbanización Parque Roma entre las calles Santander, Vicente Berdusán y Escoriaza y Fabro.
- Grupo Residencial de 286 Viviendas Hábitat Don 2000. Calle Joaquín Aznar Molina, 1, Zaragoza. Proyectado en 1967. Finalizado en 1973 Colaborador: José Miguel de Yarza Nordmark. Tiene una altura de 57 metros.[1]

### Cines

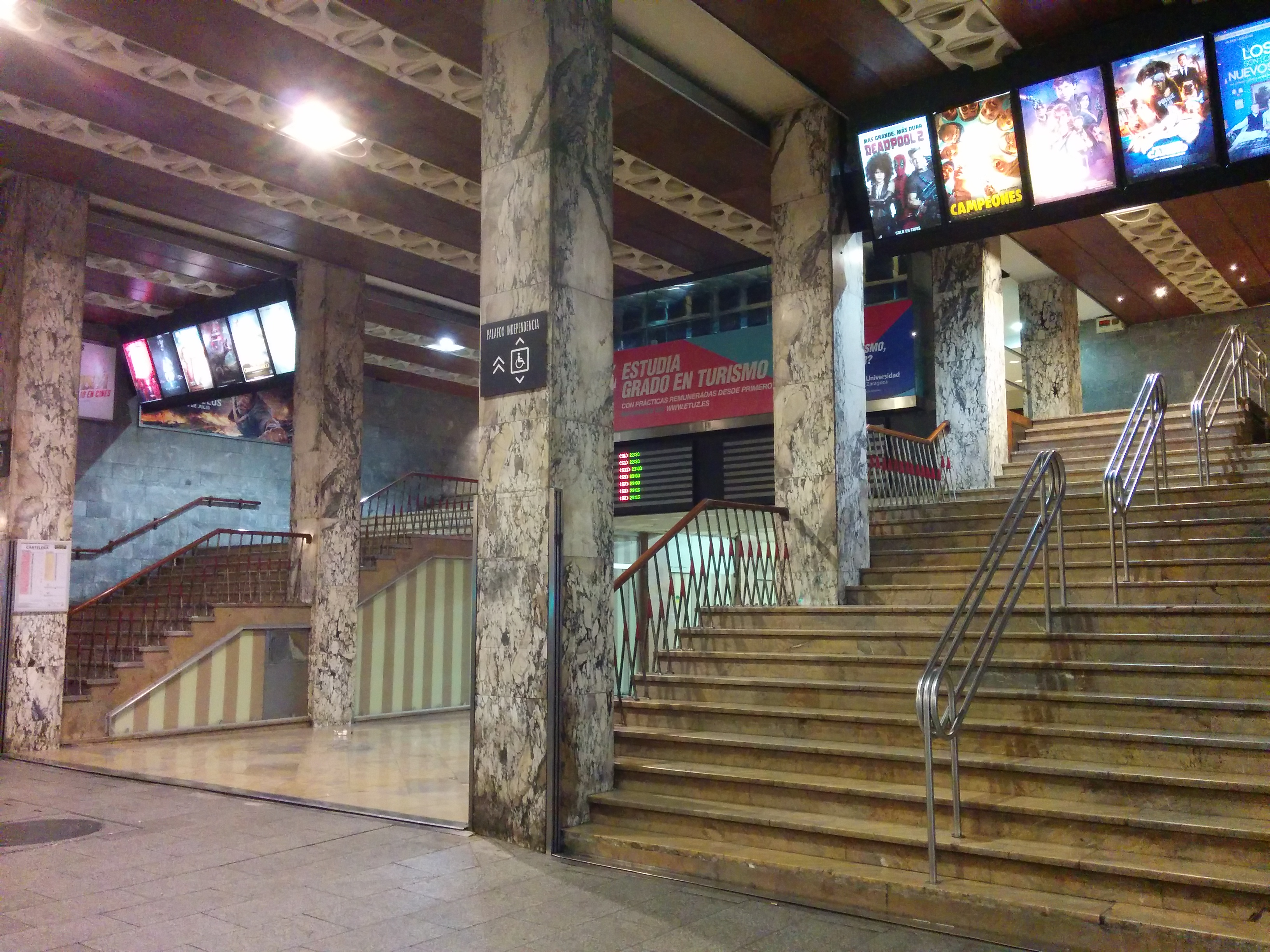
Cines Palafox de Zaragoza.

- Anteproyecto de Cine para Actualidades. Plaza de España, Zaragoza. Proyectado en 1939 Finalizado en 1940. APN 078. Actualmente demolido.

- Anteproyecto de Reforma del Teatro Circo (1940). No llegó a realizarse, si bien la adaptación del espacio a cinematógrafo sí que se produjo, manteniendo la estructura general de la sala, su estructura y su decoración inalteradas hasta su cierre y demolición a principios de la década de 1960. Estaba situado en la calle San Miguel n.º 12. APN130.
- Proyecto de Cine Popular (1941). Firmado junto a Alejandro Allánegui. Estaba entre la calle Conde de Aranda, calle San Martín y la calle Ramón Pignatelli. El patio de butacas alcanzaba las 820 localidades, y tiene una forma en planta ligeramente abocinada y curva hacia la pantalla, donde se adivina una embocadura iluminada mediante una candileja oculta en una acanaladura de las paredes. APN146.
- Proyecto de Cine en Ejea de los Caballeros (1941). APN147.
- Proyecto de Cine Provisional. Proyectado en 1941. Finalizado en 1943. Conocido como cine Ena Victoria. APN236.
- Proyecto de Reforma del Cine Victoria. Proyectado en 1959. Finalizado en 1960. Actualmente es un Bingo. APN236.2.
- Proyecto de Reforma del Cine Alhambra (1944). El Cine Alhambra se había construido en 1911 por Miguel Ángel Navarro y su hijo Félix, quien tuvo que acabar la obra al fallecer su padre antes de su finalización. El cine estaba profusamente decorado al estilo neo mudéjar con abundantes ornamentos cerámicos y repujados, y ocupaba el interior de la manzana del paseo de la Independencia 24 y 26. El proyecto no fue construido, puesto que el Cine Alhambra se mantuvo intacto hasta su demolición en 1965. APN298.
- Cine Coso. Proyecto de Casa Comercial para Oficinas, Viviendas y Cinematógrafo. Proyectado en 1945. Finalizado en 1950. Cuenta con un bloque junto a la calle Coso de 9 alturas, bajo el cual aparece un pasaje que lleva hacia la sala de proyección. El patio de butacas contaba con 400 asientos y su perímetro tenía forma abocinada hacia la pantalla, con los ángulos del frente ligeramente romos. El anfiteatro tenía una capacidad de 300 butacas, Se comenzó la obra a finales de 1948 y se inauguró al público en marzo de 1951. Actualmente el edificio lo ocupa el Hotel Alfonso I. APN332.
- Proyecto de edificio para hotel, cinematógrafo, pasaje comercial y viviendas (Palafox+Rex). Proyectado en 1951. Finalizado en 1954. Situado entre el paseo de la Independencia y la calle Cinco de Marzo. Actualmente es el Hotel Goya y el cine Palafox. APN481.
- Proyecto de Cinematógrafo (Coliseo). Proyectado en 1949. Finalizado en 1950. Lo realizó junto con el arquitecto Manuel Martínez de Ubago. Estaba situado entre el paseo de la Independencia y la calle Jerónimo Zurita. En la actualidad la sala ha cambiado de uso y es utilizada por una tienda de moda. Los actuales inquilinos han mantenido el recubrimiento interior de la sala, de manera que el elemento principal del proyecto continúa siendo vivible a través del nuevo mobiliario y la nueva iluminación suspendida. APN491.
- Proyecto de Nuevo Teatro Iris. Proyectado en 1952. Finalizado en 1953. Posteriormente llamado Teatro Fleta. Los arcos atirantados de hormigón armado salvan la luz de la sala, de aproximadamente 35 metros. En los flancos del escenario colocó siete máscaras a cada lado. El diseño fue realizado por el propio José de Yarza García, para lo cual buscó inspiración en las máscaras de los aborígenes, así como en la imaginería teatral china, japonesa y griega. Los dos ventanales de la fachada corresponden a los dos niveles de acceso a la sala, tanto al patio de butacas como al anfiteatro, y su perímetro quebrado obedece a la proyección del vestíbulo sobre la fachada. El edificio fue inaugurado en febrero de 1955 y estuvo en uso hasta 1999. Posteriormente un intento de rehabilitación del edificio dio como resultado la práctica destrucción del mismo, llegando hasta nuestros días en un estado de ruina. APN528.
- Proyecto de transformación en cinematógrafo del Frontón Aragonés. Calle Bilbao, Zaragoza. Proyectado en 1955. Finalizado en 1956. Demolido. APN556.
- Proyecto de edificio para hotel, cine, viviendas y garaje (1957). Calle Doctor Antonio Valcarreres. APN589.
- Proyecto de Reforma del Cine Palacio. Proyectado en 1963.Finalizado en 1963. Fue inaugurado en mayo de 1963. Se trató de la reconversión de un interior de manzana en la calle San Vicente Mártir, habilitado como pabellón de deportes, y que se utilizaba para combates de boxeo, entre otros espectáculos. APN677.
- Edificio Para Hotel, teatro y aparcamiento. Hotel Palafox, Cine Don Quijote y Cine Cervantes en un solar que formaba parte de la misma manzana, de forma triangular en las calles Marqués de Casa Jiménez, Doctor Antonio Valcarreres y Bilbao. Se trató de un proyecto de gran envergadura que no sería finalizado hasta mediados de los 70, y en el que la participación de José de Yarza García fue progresivamente más reducida hasta su jubilación definitiva en 1973. Proyectado en 1965. Finalizado en 1968. APN763.[1]

#### Teatro Fleta

Antiguo Teatro Fleta de Zaragoza.

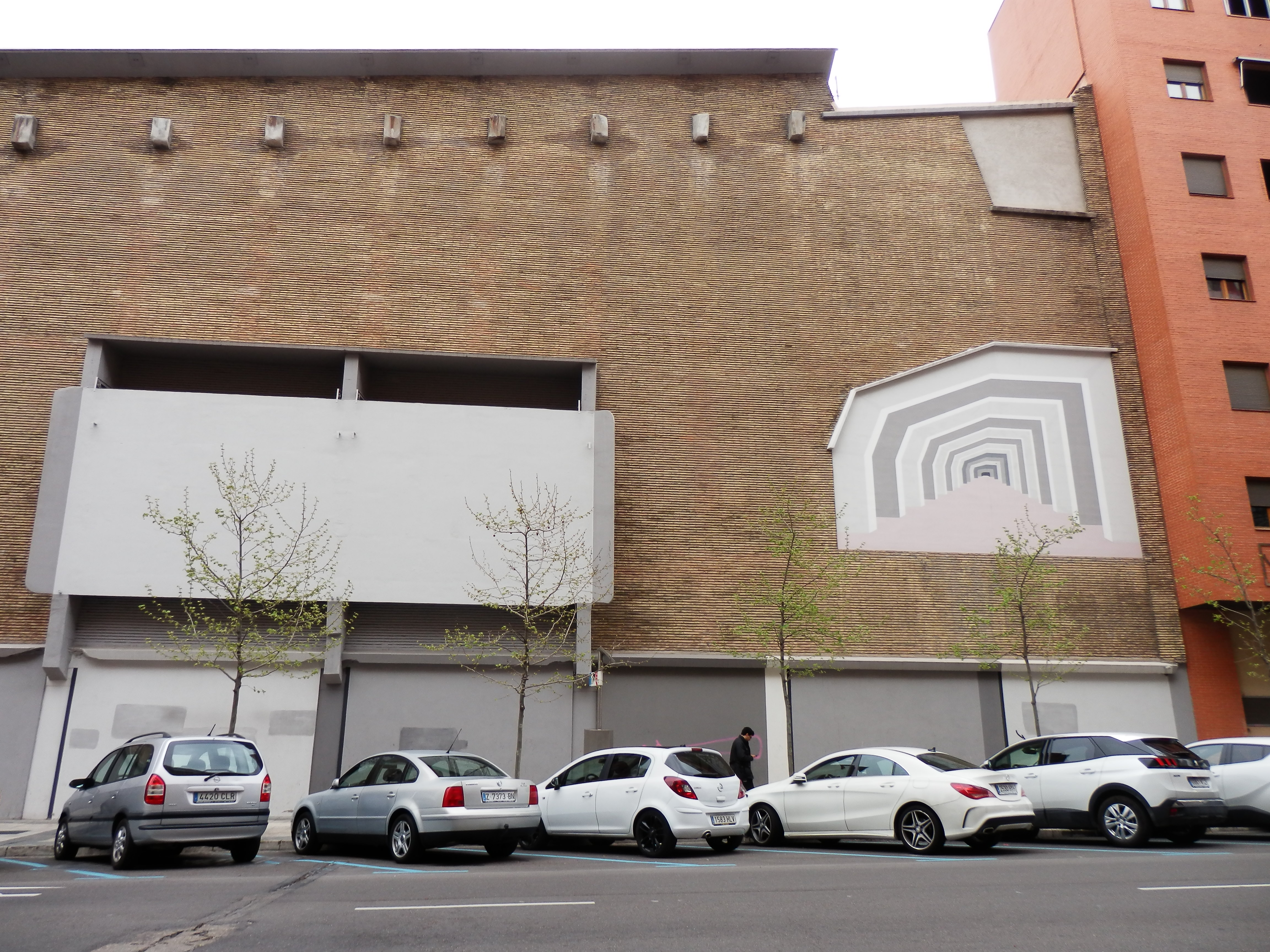
Antiguo Teatro Fleta de Zaragoza.

El Teatro Fleta fue uno de los teatros más grandes de la ciudad de Zaragoza, España. José de Yarza García proyectó el nuevo Teatro Iris que se construiría entre 1954 y 1955 para ser usado como cine y teatro.
En 1958 cambió su nombre en homenaje al tenor aragonés Miguel Fleta, que había actuado sobre las tablas del viejo escenario del Iris Park en abril de 1935 cantando Carmen, Marina, Doña Francisquita, Luisa Fernanda y La Dolorosa.
La novedosa y ligera estructura de hormigón, la concepción espacial, la ornamentación de modernos planteamientos, la acústica y la caja escénica hicieron objeto de elogio esta obra que supuso la recuperación de la arquitectura moderna en Zaragoza y su incorporación a las tendencias internacionales.
Fue inaugurado el 24 de febrero de 1955 con un espectáculo de jota a cargo de la Agrupación Raza Aragonesa.
Contaba con un aforo de 1710 butacas.
El Teatro Fleta cerró sus puertas al público el 14 de enero de 1999 con la proyección de la película «La máscara del zorro»,

En la actualidad está pendiente de rehabilitación. APN528.

### Equipamientos

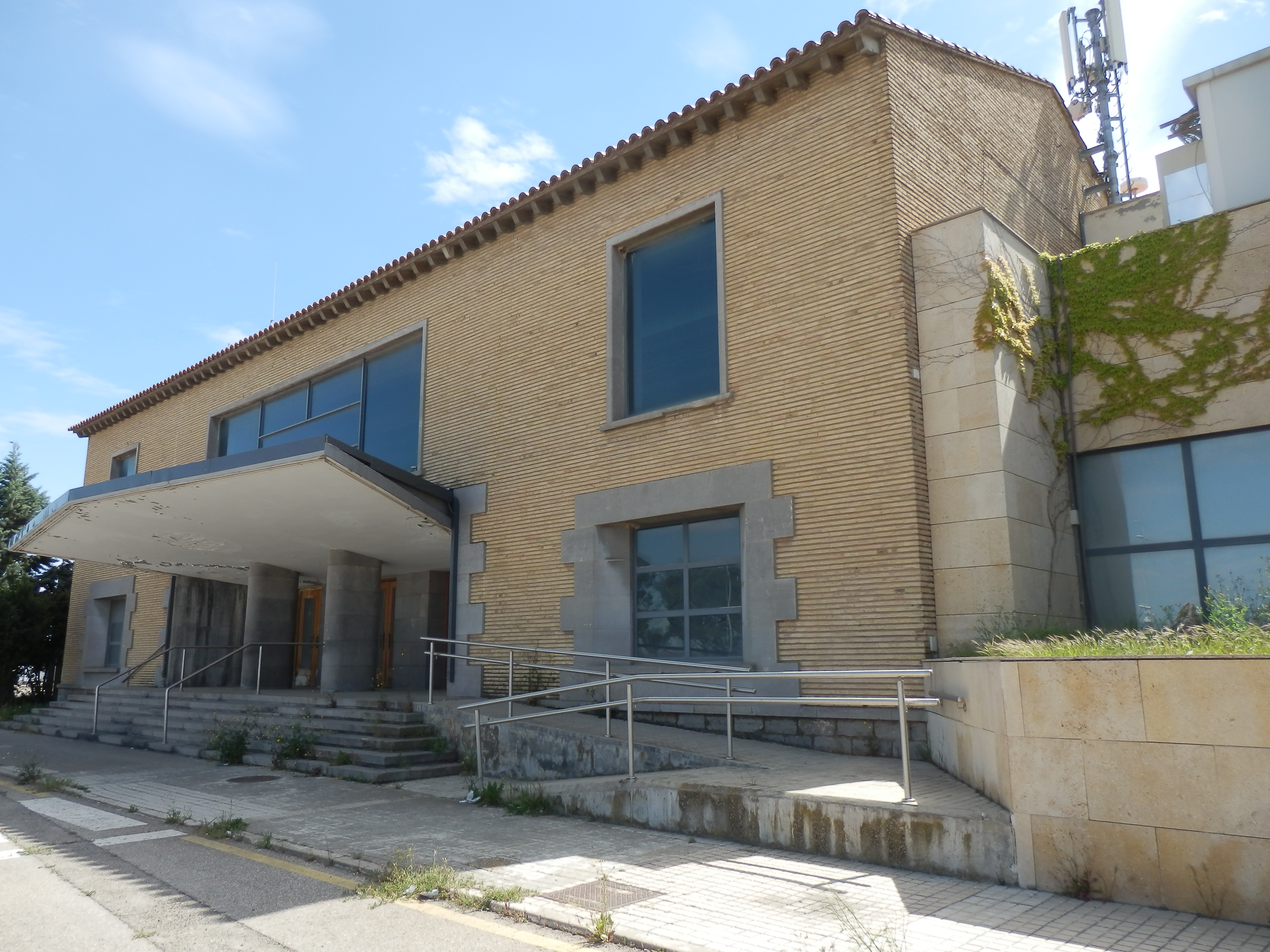
Antiguo edificio del Aeropuerto de Zaragoza.

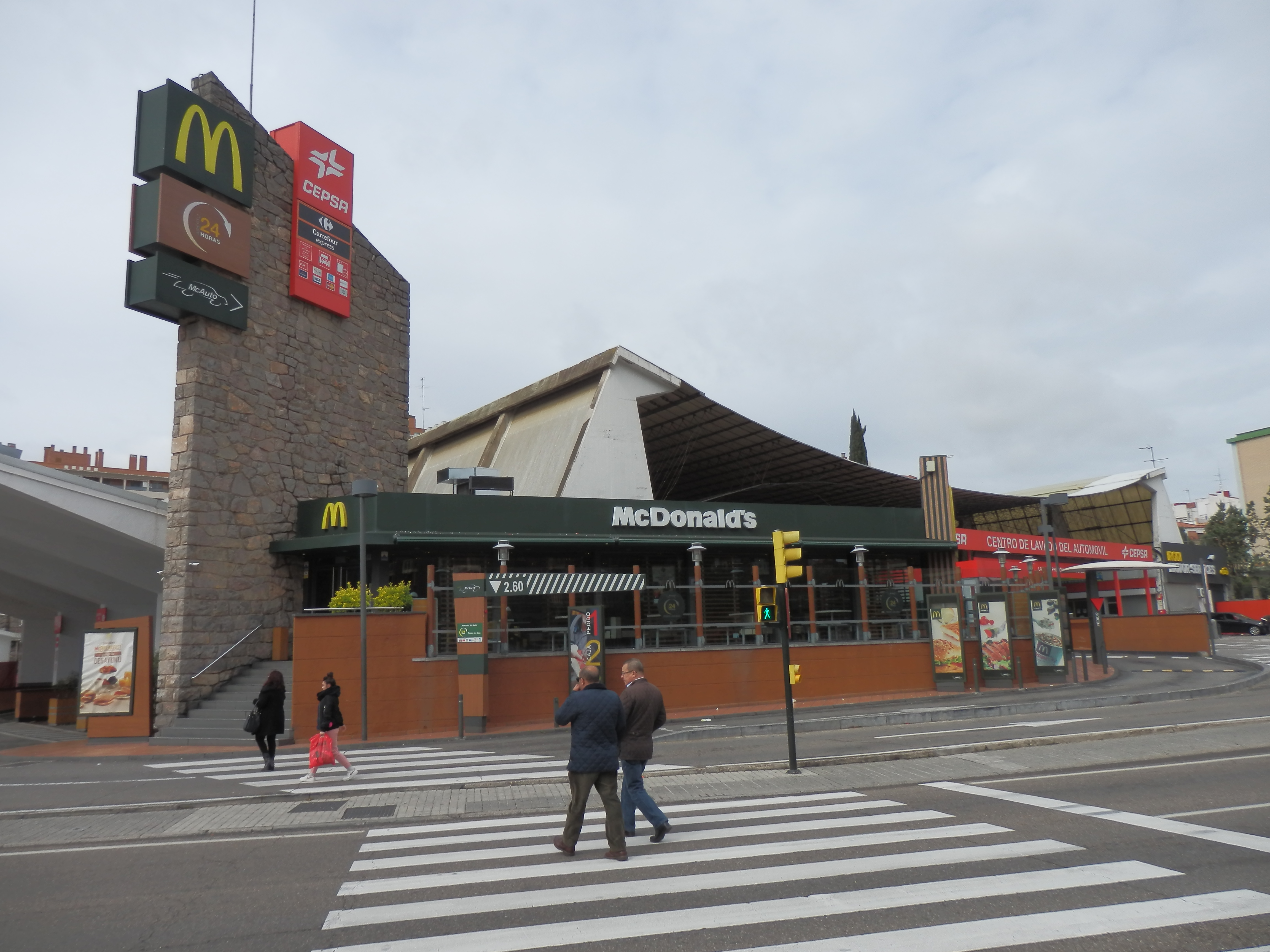
Estación de Servicio Los Enlaces, Zaragoza.

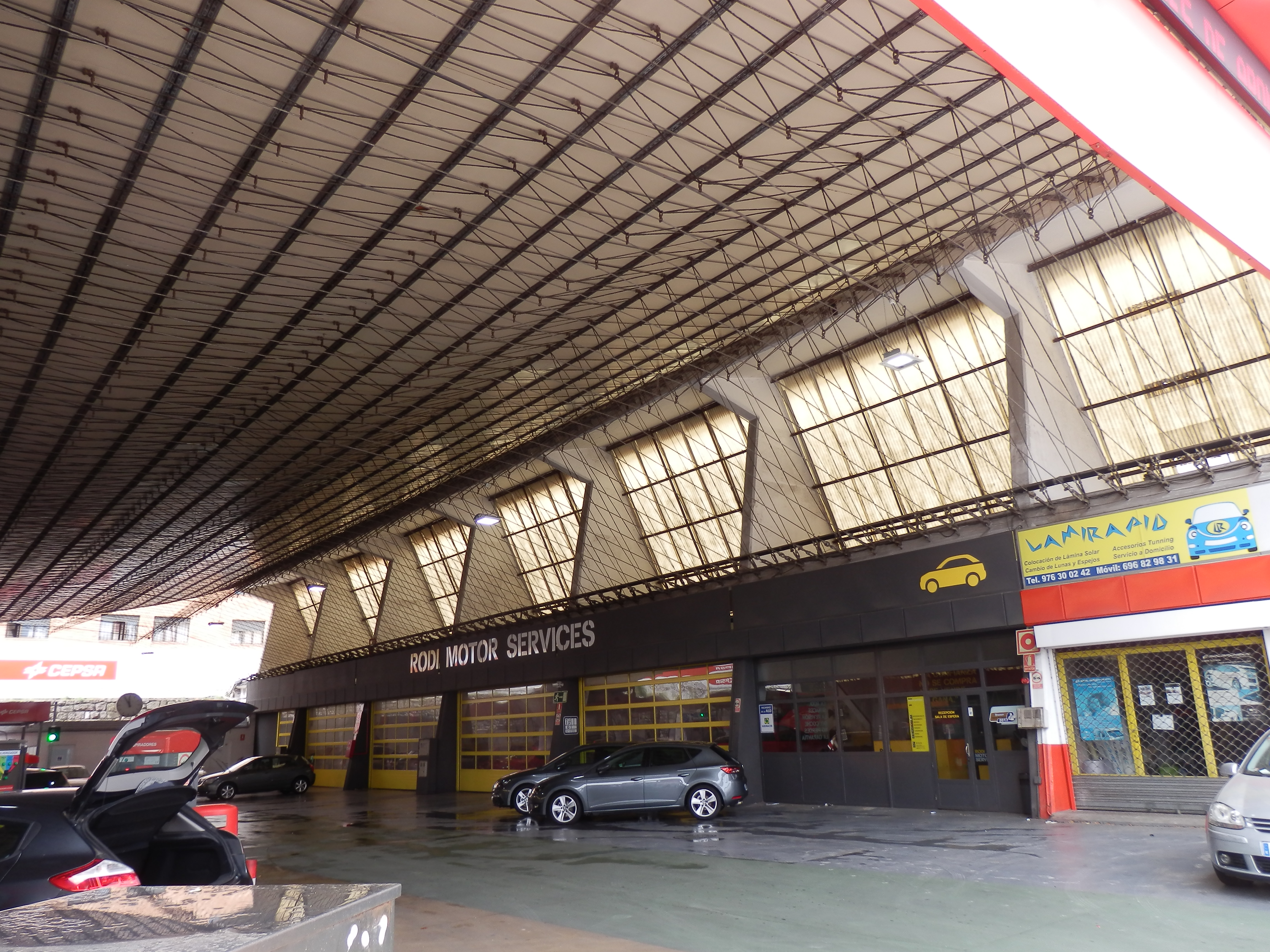
Estación de Servicio Los Enlaces, Zaragoza.

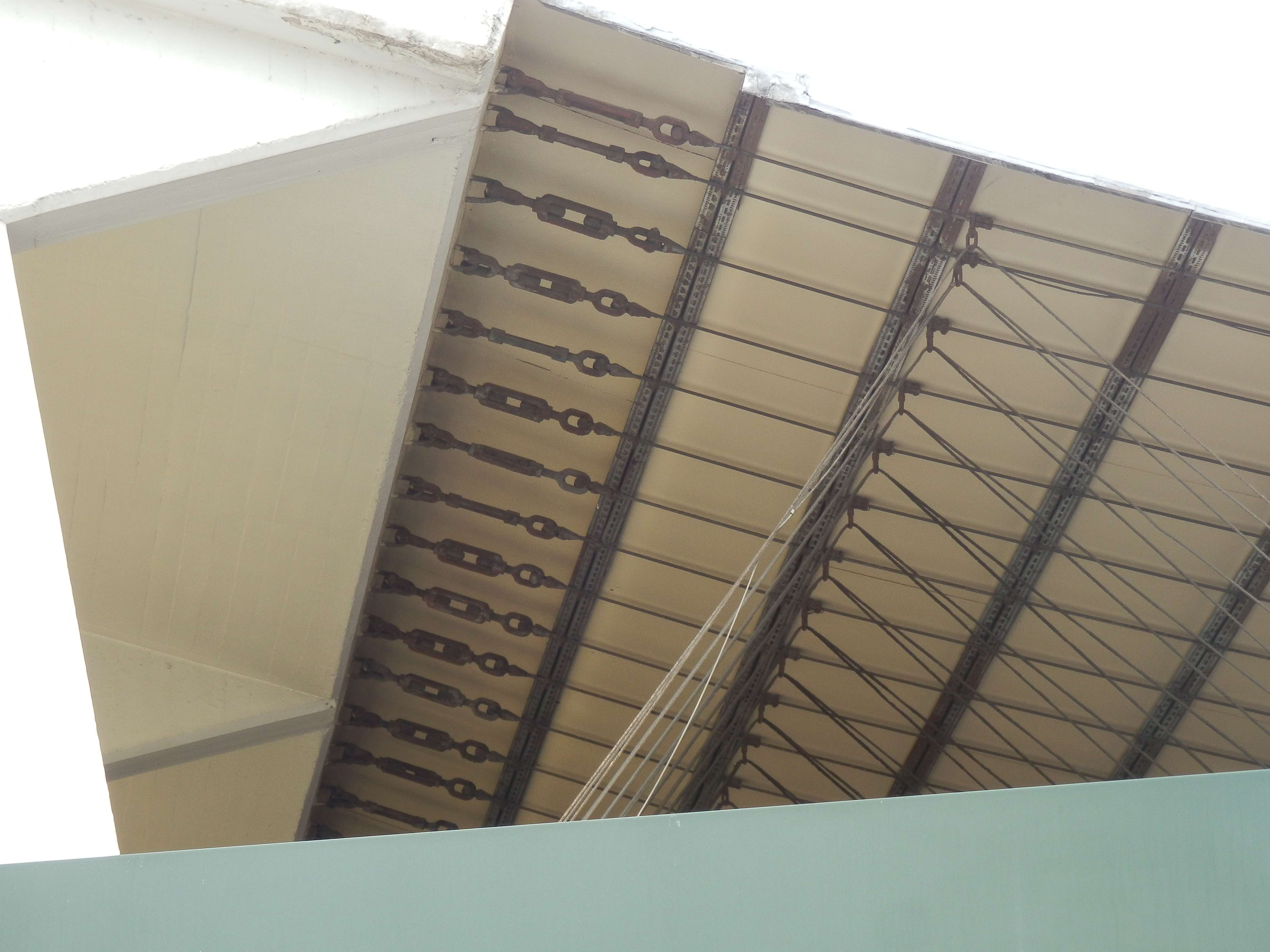
Detalle de la «pajarita». Estación de Servicio Los Enlaces, Zaragoza.

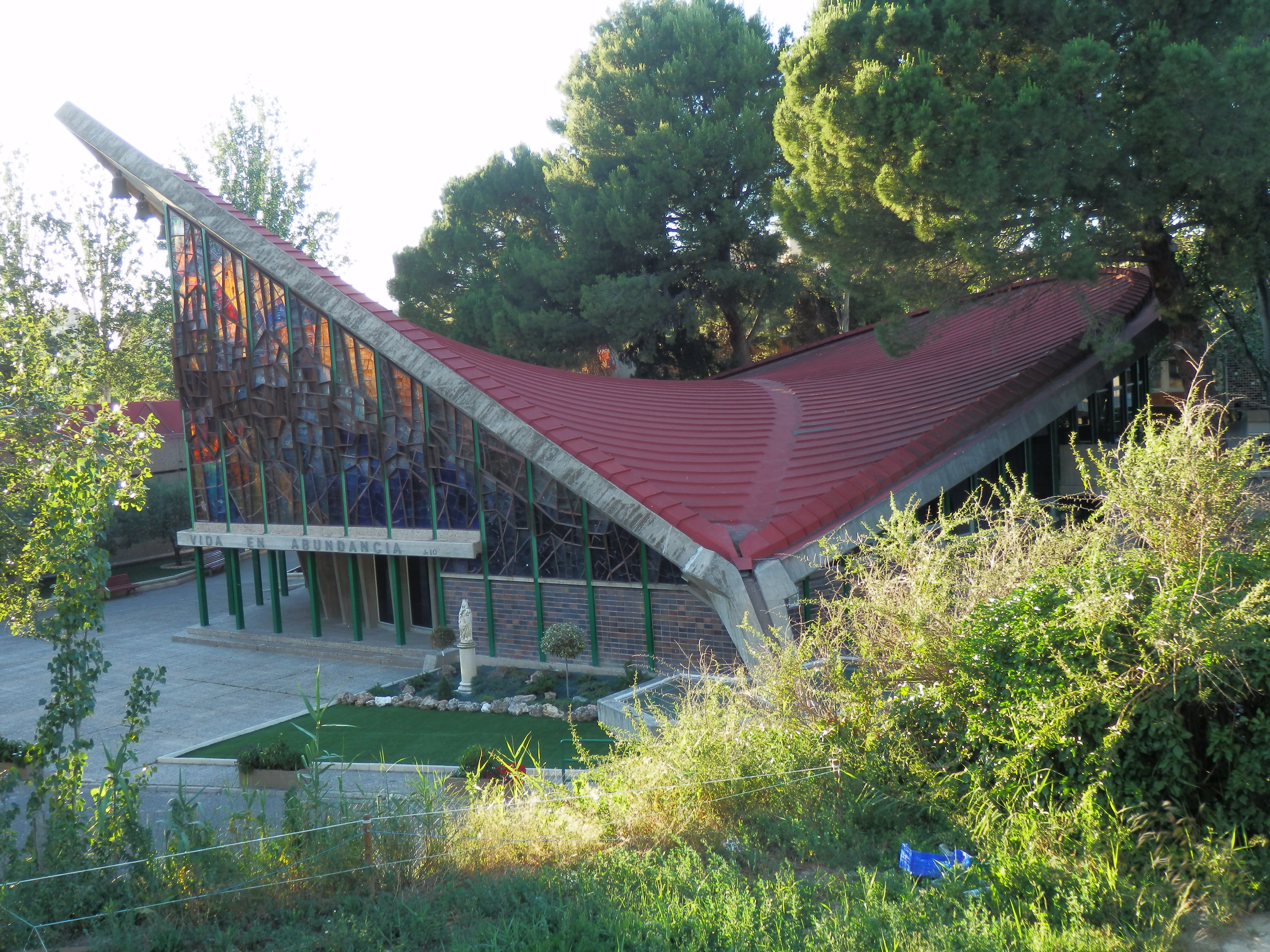
Capilla de los Marianistas en Zaragoza.

- Aeropuerto Civil de Zaragoza. Proyectado en 1939. Finalizado en 1940. Planteó una solución de tipo tradicionalista en su fachada principal, empleando el denominado ladrillo del país a junta corrida en la fachada sobre zócalos chapados en piedra de Calatorao. Para los ambientes interiores, los describe como «Ambiente aragonés» e incluyen un artesonado de vigas de madera, así como una entrada con arcos de ladrillo y pavimentos también de piedra de Calatorao. APN083. Se ha modificado con sucesivas ampliaciones, aunque se mantienen los elementos fundamentales.

- Mercado de la calle San Vicente de Paúl. Proyectado en 1945. Finalizado en 1946. El proyecto presenta un alzado a la calle San Vicente de Paúl que incluye volúmenes revestidos en ladrillo del país y la piedra de Calatorao, todo ello coronado con cubiertas tejadas rematadas con veletas colocadas sobre chapiteles o agujas. El espacio central está iluminado con una linterna de planta octogonal a modo de cimborrio suspendido sobre el mercado. APN380.
- «Proyecto de Nave para Fundición», en la avenida de Cataluña. Proyecto no construido en el que se pone de manifiesto la voluntad de construir el espacio para la fundición mediante una solución de cubierta colgante. APN573.
- Proyecto de edificio para Moldeados Plásticos PASCOR (1961). Usaba la técnica de proyecto basada en las cubiertas colgantes. No llegó a construirse.
- «Proyecto de Edificio para Moldeados Plásticos» se proyecta como una fábrica de nueva planta para el proceso industrial de moldeado de plásticos, ubicada en la carretera de Logroño. APN651.
- Estación de Servicio de los Enlaces. Proyectado en 1958. Finalizado en 1962. «Proyecto de Umbráculo Desmontable para Estacionamiento de Vehículos Gigantes». Las cubiertas colgadas de doble curvatura tejidas con cables tensados consiste en que aquellos cables que toman la forma de catenaria soportan los esfuerzos gravitatorios, mientras que aquellos transversales a los anteriores y que adoptan la forman inversa funcionan también a tracción pero soportando los posibles esfuerzos de succión generados por el viento. De ese modo, y a partir de dos pórticos rígidos de hormigón armado en forma de arco o triangular, se teje una cubierta de cables de escasos milímetros de espesor que puede ser forjada de diferentes maneras. Dicho forjados suponen un espesor final total de escasos centímetros, y permiten salvar espacios de enormes dimensiones mediante la menor cantidad de material posible. Combina la viga de relinga en coronación con una serie de pies derechos de forma triangular que transmiten los esfuerzos al terreno. La propia forma de las costillas de hormigón, popularmente conocidas como «pajaritas», es el resultado directo del estudio de las fuerzas resultantes de la construcción de una cubierta colgante de curvatura sencilla. La cimentación está sometida a la compresión gravitatoria y a la tracción fruto de los esfuerzos horizontales de la catenaria, que generan un momento de vuelco en los muros pantalla. La presentación del proyecto como estructura desmontable se debió a que las ordenanzas de la época no permitían la edificación de un volumen semejante, por lo que hubo que presentar el proyecto como si se tratase de una estructura efímera a la manera de las carpas circenses. El espacio central es generado por ocho pórticos separados a una distancia de 5 metros, sumando un total de 35 metros, y que a su vez salvan una luz diáfana de otros 35 metros a través. El cableado es de 140Kgs/mm y 10mm de diámetro para las triangulaciones, mientras que los cables principales son reforzados, con una resistencia de 150Kgs/mm y un diámetro de 14.5 mm. APN610.
- Capilla del colegio de los Marianistas en Zaragoza, finalizada en el año 1968. El espacio de la capilla es generado por un paraboloide hiperbólico trazado entre dos pórticos de hormigón, uno de forma triangular y el otro de forma parabólica, que coinciden en un punto en contacto con el terreno. En la planta de cubierta se ve la retícula de cables tejida entre los dos pórticos, ortogonales entre sí. Los longitudinales en dirección N-S son los portantes, con una sección de 14 mm, y que nacen de un pórtico para acabar en el contrario. Los cables tensores son ortogonales a los anteriores y están alineados con la dirección E-O. Nacen y mueren en el mismo pórtico y tienen un diámetro de 9 mm. El falso techo está forrado con un enlistonado continuo de madera de aloma.[1]

### Arquitectura docente
- Anteproyecto de Edificios para la Facultad de Ciencias de la Universidad de Barcelona. Proyectado en 1954. Se trataba de un conjunto de edificios universitarios de grandes dimensiones situado el principio de la actual avenida Diagonal enfrente del Palacio de Pedralbes, en la zona en la que la Universidad de Barcelona situó la mayoría de sus nuevos edificios durante los años 50 y 60. No fue construido. APN543.
- Proyecto de Célula Escolar Mínima. Proyectado en 1955. Fue encargado al arquitecto por el Ayuntamiento de Zaragoza bajo la recomendación del propio alcalde de la ciudad, Luis Gómez Laguna. Se desconoce si se llegó a construir. APN554.
- «Concurso de Proyectos Tipo de Edificios Escolares». Presentó dos propuestas al concurso convocado el 6 de octubre de 1956 por el Ministerio de Educación Nacional con el objeto de desarrollar proyectos-tipo de escuelas rurales por toda España. La propuesta del Bajo Aragón y Meseta Castellana hace hincapié en las ventajas del módulo hexagonal en cuanto a las posibilidades de agrupación y ampliación, además de que las morfologías resultantes se adaptan fácilmente a cualquiera sea el solar. Menciona que la naturaleza no ortogonal del aula favorece las condiciones acústicas al no contener paredes paralelas ni falsos techos horizontales. APN574.
- Proyecto para colegio con internado de los Marianistas. en un solar del paseo Renovales y junto al río Huerva. El expediente tiene fecha de entrada junio de 1958. No llegó a ser construido y tan solo se llegó a dibujar el anteproyecto y su importancia radica en ser el precedente del proyecto que finalmente sí construiría para los Hermanos Marianistas junto al Canal Imperial, una de sus obras más notables y destacadas. APN604.
- Complejo Escolar Marianistas. Complejo escolar que finalmente construiría para los Hermanos Marianistas, cuyo primer encargo en el nuevo solar del Canal Imperial data de julio de 1964. Se trata de un encargo complejo y en el que figuran hasta cinco fases diferentes, correspondientes a las diferentes partes del programa que se fueron ejecutando desde 1965 hasta 1968. El Pabellón de Deportes constituye un notable ejemplo de solución estructural de las grandes luces que requiere un salón de actos y cancha de baloncesto. El espacio tiene una dimensiones de 25 x 35 metros y es solucionado mediante una estructura metálica tridimensional apoyada en dos gran vigas en celosía de aproximadamente tres metros de canto, y que se apoyan sobre dos muros de hormigón en los lados Este y Oeste del volumen. Las vigas se realizan con los perfiles superior e inferior conformados con dos perfiles IPE en paralelo, y una serie de perfiles en diagonal. La viga más al Sur se cierra con vidrio traslúcido para permitir la entrada de luz natural al interior, mientras que la segunda se deja embutida en el muro perimetral. Las fachadas de los pabellones cuentan con hasta seis acabados diferentes: ladrillo de vidrio coloreado, enfoscado u pintado, gres puzelánico, entarimado de pino oregón y los paneles prefabricados de hormigón terminado en un enmorrillado y despiece vertical. APN722.[1]

### Otros proyectos

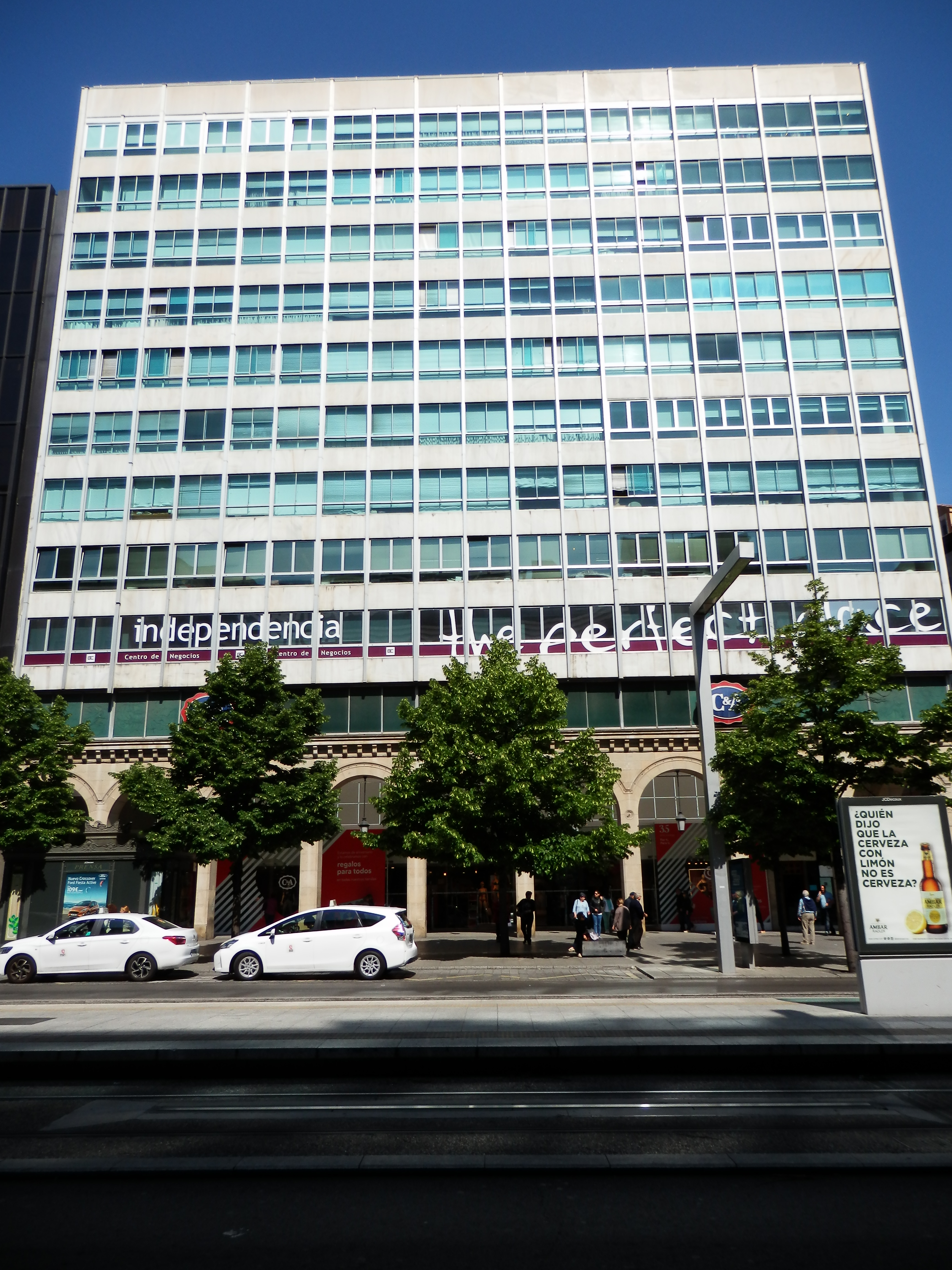
Edificio en el paseo de la Independencia, 8, de Zaragoza.

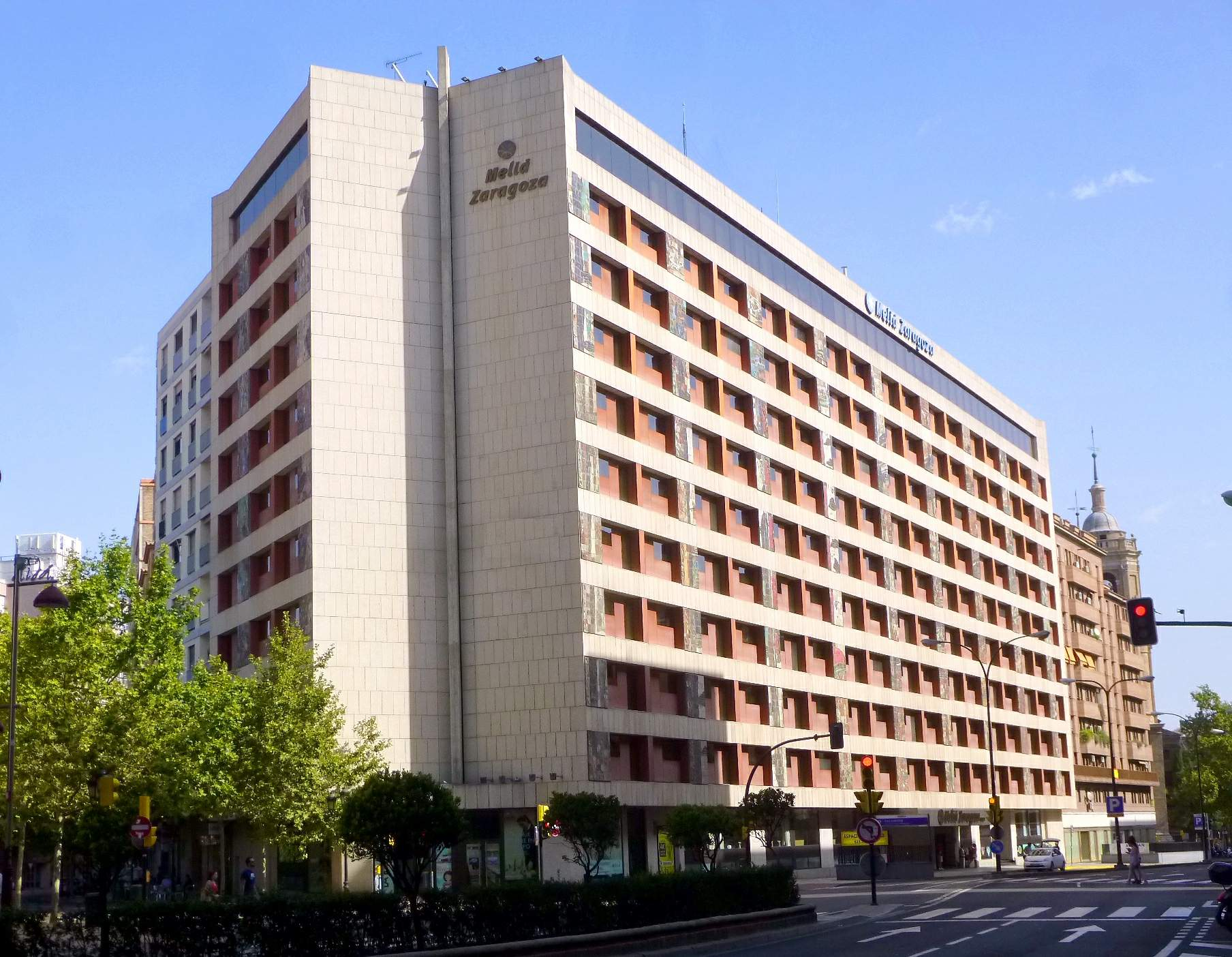
Hotel Meliá Zaragoza

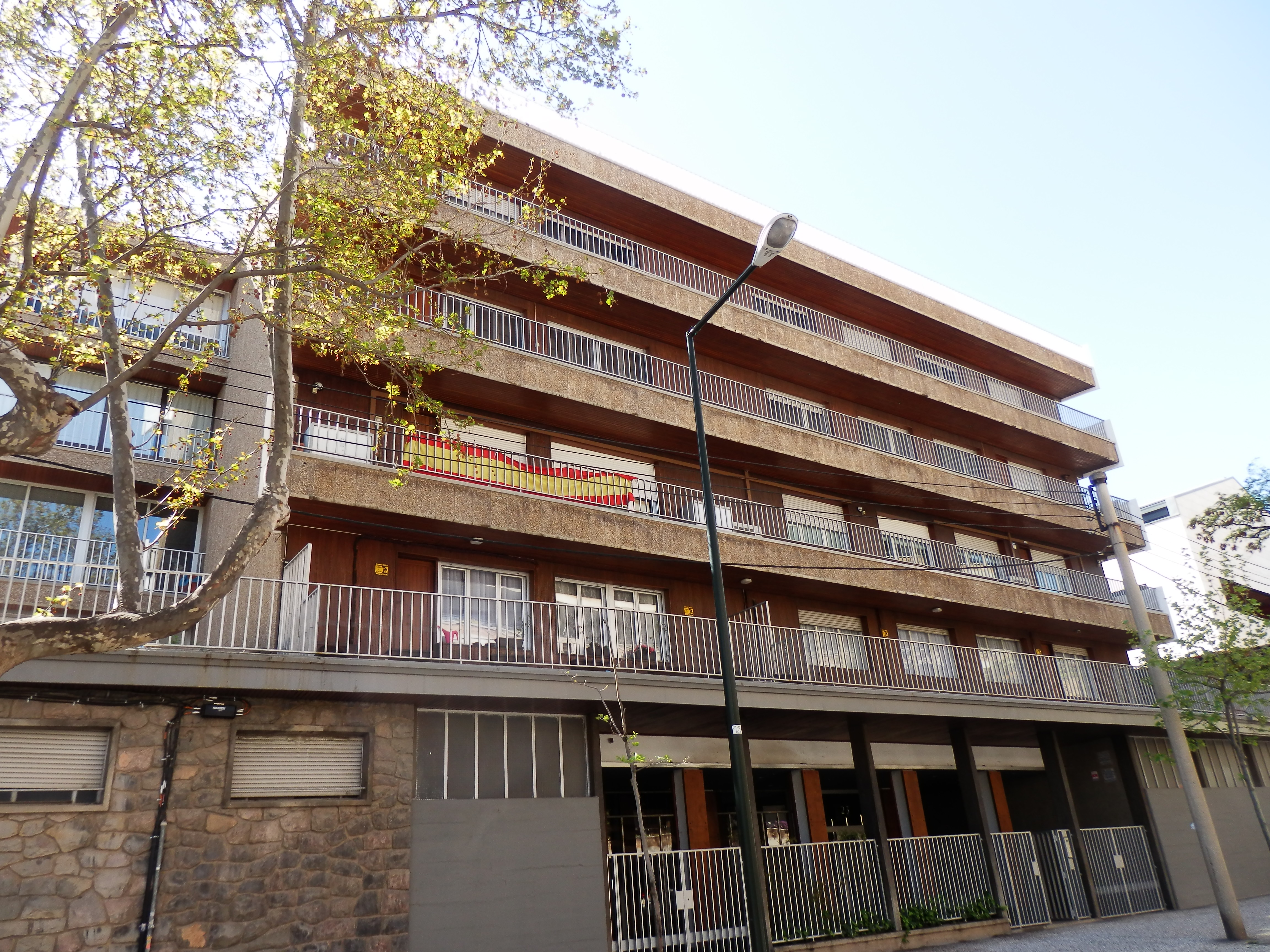
Edificio en el paseo de Ruiseñores, 23, de Zaragoza.

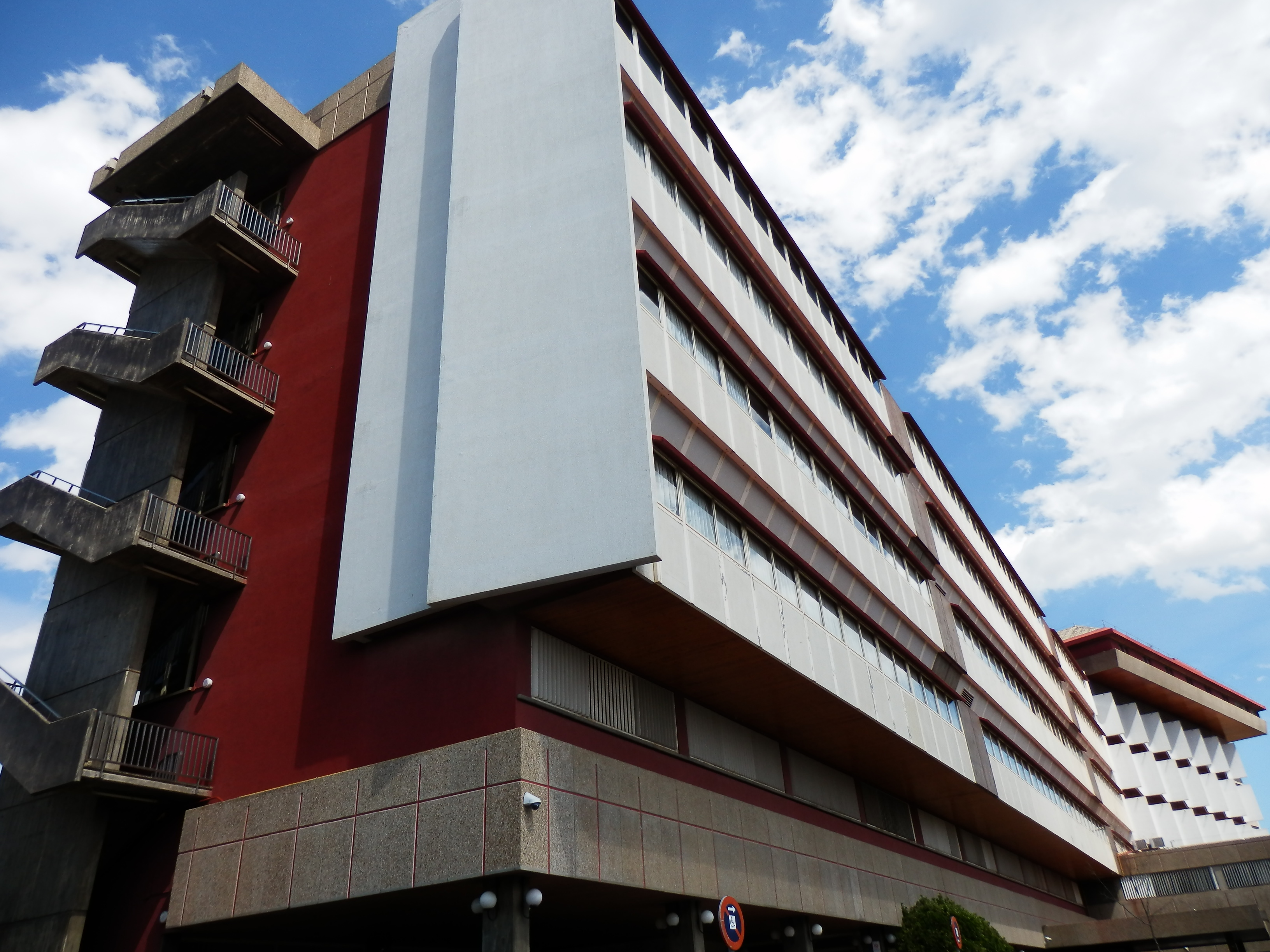
Hospital MAZ Zaragoza.

- Concesionario Iglesias S.A. de la avenida de Cataluña, Zaragoza, Proyectado en 1965. Finalizado en 1966. APN728. En el proyecto para concesionario podemos comprobar como utiliza un recurso de contraste compositivo entre las dos plantas que constituyen el edificio; la planta baja destinada a la exhibición de vehículos adquiere una forma poligonal quebrada, con varios planos oblicuos de vidrio a modo de escaparate, que a su vez son limitados hacia el límite de la parcela mediante un muro ciego con una ligera curvatura. La planta primera se destina a las oficinas y queda definida con un rectángulo limpio que se apoya sobre la planta baja, articulándose ambos volúmenes mediante un patio poligonal y una doble altura en la que aparece una escalera de subida de geometría curva. En la actualidad el concesionario ya no existe porque fue demolido en 2017.
- Campo de fútbol del Real Zaragoza para el que planteó una arriesgada solución estructural de hormigón armado con grandes voladizos que nunca llegaría a ser construida al no resultar ganador del concurso. Proyectado en 1956. APN508.
- Viviendas en el paseo Ruiseñores, 23. Proyectado en 1962. Finalizado en 1963. APN670. Ganador del Premio Ricardo Magdalena en el año 1963.
- Edificio residencial y comercial en el paseo de la Independencia, 8, sobre los almacenes SEPU (actualmente C&A) APN639. El proyecto fue realizado por el arquitecto suizo Paolo Mariotta, con estudio en Locarno, mientras que José de Yarza García y Teodoro Ríos se encargaron de la dirección de obras. El edificio se construyó sobre la arcada del paseo de la Independencia con una fachada de aluminio y muro cortina, contrastando fuertemente con las fachadas del paseo y la propia estructura de los soportales.
- Proyecto de edificio para Hotel Corona de Aragón. Avenida César Augusto, Zaragoza. Proyectado en 1964. Finalizado en 1966. APN706. Fue reformado tras el incendio del Hotel Corona de Aragón del 12 de julio de 1979, que acabó con la vida de 83 personas. Actualmente es el Hotel Meliá Zaragoza.[1]
- Hospital MAZ Zaragoza. El proyecto es de José de Yarza García junto a su hijo José Miguel de Yarza Nordmark. Las obras finalizaron en 1975. El edificio es de dos plantas bajo rasante, más planta calle y seis alzadas. Un bloque principal contiene la zona de hospitalización y quirófanos y uno saliente distribuye los servicios de consulta, gimnasio, hidroterapia y las salas de máquinas. Un tercer volumen en voladizo que corona en parte el edificio central sirvió inicialmente como vivienda para las hermanas de la congregación de Santa Ana que trabajaban en el centro como enfermeras. Dispone de una entreplanta técnica entre cada altura de manera que cualquier transformación se pueda llevar a cabo sin interferir ni en la superior ni en la inferior. El espacio libre de estas entreplantas es de alrededor de 1,70 metros de alto y por ellas circulan todos los conductos del aire acondicionado, bajantes e instalaciones hospitalarias como oxígeno y tubos de vacío. Una de las innovaciones fue el uso pionero en Zaragoza de unas enormes planchas prefabricadas de hormigón pretensado, de solo cuatro centímetros de espesor, que colocadas como si fueran tejas conforman la techumbre del gimnasio. Dispone de una piscina en el ala de hidroterapia. Se utilizaron materiales modernos como la gravilla lavada, el hormigón cara vista o los aglomerados de resinas.[5]